# Карлуки Таджикистана
Карлуки Таджикистана — одна из тюркских этнических групп в Таджикистане, ведущая свое происхождение от древних карлуков. Численность оценивалась в 700 тыс. человек.

## История
Карлуки Таджикистана являются прямыми потомками древних карлуков. Первые карлуки появились на территории нынешнего Таджикистана (Согдийская область) в конце VIII века. Усиление Карлукского и позже Караханидского каганатов способствовало увеличению тюрко-карлукского населения в Ферганской долине и распространению там карлукского языка (а позже, сформировавшегося на его основе — караханидского языка). На протяжении тысячелетия карлуки подверглись культурному воздействию и частичной ассимиляции со стороны местного ираноязычного населения и пришлых тюркских и монгольских племён.
Во время переписи населения в 1897 году карлуки были отнесены в состав тюрков. В тот период, власти, при переписи населения, включали различные мелкие тюркоязычные группы Средней Азии, не поддающиеся конкретному определению, в состав тюрков.
После национально-территориального размежевания в 1924—1925 годах тюрки, а в их числе карлуки — были инкорпорированы в состав узбекского народа.

### Происхождение
Карлуки Таджикистана считаются потомками тохаристанских карлуков и карлуков караханидского времени.
Согласно «Родословной туркмен», древние карлуки были в составе войска Огуз-хана. Однако входили в число илей, которые не происходят из его рода. В «Джами ат-таварих» упоминаются в числе племён в составе туркменов.
Л. Н. Гумилёв связывал происхождение карлуков с тюркютами. По его мнению, карлуки были потомками ветви тюркютов. Собственно тюркюты, как полагает Гумилёв, сложились в результате слияния монголоязычных пришельцев с местным тюркоязычным населением Алтая. И. П. Магидович упоминает карлуков в числе племён смешанного тюркского и монгольского происхождения. Версию монгольского происхождения тюркютов в своих трудах поддерживали Н. Я. Бичурин и А. С. Шабалов.

## Расселение
Карлуки обитают на юго-западе Таджикистана, в Хатлонской области и на севере страны — в Согдийской области.  Также отдельные группы карлуков встречаются в Афганистане, Узбекистане, Казахстане и Киргизии. В Таджикистане карлуки записаны таджиками и узбеками. В Узбекистане, Казахстане и Киргизии — узбеками, турками.
Несмотря на это, у карлуков сохранились этническое самосознание и историческая память о предках.

## Язык
В древности говорили на карлукском языке. Ныне большинство владеет таджикским и узбекским языками.

## Религия
По вероисповеданию являются мусульманами суннитского толка, ханафитского махзаба.

## Культура
Нынешняя культура карлуков сформировалась под влиянием соседних народов. Однако карлуки еще сохранили некоторые элементы свой древней культуры (высокий головной убор у мужчин, орнаменты на коврах и одеялах, устный фольклор и др.).